# La casa degli spiriti (film 1912)
La casa degli spiriti (La Maison de la peur o La Maison hantée) è un cortometraggio muto del 1912 diretto da Louis Feuillade.

## Produzione
Il film fu prodotto dalla Pathé Frères con il nome Compagnie Genérale des Établissements Pathé Frères Phonographes & Cinématographes (C.G.P.C).

## Distribuzione
Distribuito dalla Pathé Frères, uscì nelle sale cinematografiche francesi nel 1912.
Negli Stati Uniti, il film fu distribuito dalla General Film Company che lo fece uscire il 12 gennaio 1912 con il titolo The Haunted Room. Nelle proiezioni, veniva programmato con il sistema dello split reel, accorpato in un'unica bobina con un altro cortometraggio, il cortometraggio The French Army in War Manoeuvres.